# Écologie chimique
Dans le domaine de l'écologie, de l'éthologie et plus généralement des sciences du vivant, la notion d'écologie chimique désigne les disciplines de l'écologie qui étudient les rôles de signal et de médiateur chimique de certains composés biochimiques émis dans l'air ou dans l'eau ou déposés sur certains substrats par des espèces ou des individus (en permanence ou en certaines circonstances) parmi les interactions entre espèces vivantes, animales (ou végétales et fongique en tant que sources d'odeurs).

## Enjeux et domaines d'étude
L'écologie chimique joue un rôle particulier et important dans des domaines tels que :
- le marquage du territoire ;
- le contrôle de la démographie d'une population dont les individus sont territoriaux ;
- la recherche et le choix d'un partenaire sexuel[1], la temporalité de la sexualité et la reproduction ;
- la reconnaissance inter-individuelle ou inter-espèce ;
- les comportements sociaux[2], les hiérarchies sociales (dominant-dominé) chez certaines espèces ;
- la détection d'une proie par un parasite ;
- le choix d'une source de nourriture par un herbivore (ex. : chevreuil qui préfère des éléments plus digestes et riches en azote[3] ou invertébré déprédateur tel que le charançon des palmiers[4],[5]